# Эндрю (футболист)
Э́ндрю да Си́лва Венту́ра (порт.-браз. Andrew da Silva Ventura; род. 1 июля 2001, Дуки-ди-Кашиас, Рио-де-Жанейро) — бразильский футболист, вратарь клуба «Жил Висенте».

## Клубная карьера
Эдрю — воспитанник клуба «Ботафого». В 2020 году он на правах аренды перешёл в «Мараньян». но так и не дебютировал за основной состав. По окончании аренды игрок вернулся обратно. В 2021 году Эндрю перешёл в португальский «Жил Висенте». 2 февраля 2022 года в матче против лиссабонской «Бенфики» он дебютировал в Сангриш лиге.

## Международная карьера
В 2023 году в составе олимпийской сборной Бразилии Эндрю принял участие в домашних Панамериканских играх. На турнире он сыграл в матче против команды Гондураса.

## Достижения
Международные
 Бразилия (до 23)
- Победитель Панамериканских игр — 2023